# Sanité Belair
Sanité Belair, właściwie Suzanne Bélair (1781–1802), była rewolucjonistką i oficerem haitańskiej armii Toussainta Louverture'a podczas rewolucji haitańskiej .

## Życiorys
Suzanne Belair, znana pod przydomkiem Sanité Belair, była wyzwolenicą, urodzoną w Verrettes w 1781 roku. W 1796 roku poślubiła ona Charlesa Bélaira, siostrzeńca, adiutanta i porucznika Toussainta Louverture'a, który namówił generała Maynauda z Saint-Domingue do dołączenia do Republiki Francuskiej.
Belair brała czynny udział w rewolucji haitańskiej, została sierżantką, a następnie poruczniczką w armii Toussainta Louverture'a podczas konfliktu z wojskami francuskimi w trakcie trwania wyprawy na Saint-Domingue .
Sanité Belair namówiła swojego męża, aby opowiedział się po stronie niepodległościowców.
W sierpniu 1802 roku Sanité Belair i jej mąż Charles Belair wzięli udział w walkach w górach Verrettes przeciwko wyprawie napoleońskiej dowodzonej przez generała Leclerca, która miał za zadanie przywrócić niewolnictwo w kolonii Saint-Domingue. Para wezwała swoich braci do broni i zjednoczyła całą ludność Artibonite wokół swojej sprawy. W powstaniu i walce zbrojnej uczestniczyły więc także kobiety. Sanité Belair okazała się budzącą strach wojowniczką, potrafiła być również mściwa i nieustępliwa. Ze względu na swoją odwagę i zaangażowanie uważana jest za kluczową postać powstania.
Początkowo powstańcy odnosili pewne sukcesy, zajmując szczyty Artibonite wraz z częścią wojsk kolonialnych, które służyły generałowi Charlesowi Victoire Emmanuel Leclerc i dołączyły do powstańców. Leclerc wysłał przeciwko nim Jeana-Jacques'a Dessalines'a, zarówno po to, by wystawić go na niebezpieczeństwo w stosunkach z Haitańczykami, jak i po to, by oszczędzić własne wojska. Dessalines wyruszył z zamiarem przyłączenia się do buntowników, w razie gdyby zastał ich gotowych do walki, lecz po przybyciu uznał, że powstanie małżeństwa Belair jest przedwczesne. Co więcej, jego roszczenia do dowodzenia mogły jedynie zaszkodzić powodzeniu sprawy. 

Flaga haitańskich powstańców z 1803 roku.

Powstańcy Sans-Souci zostali zmuszeni do wycofania się do lasu. Sanité Belair wpadła w ręce Francuzów. Aby ratować żonę, Charles Belair oddał się w niewolę. Oboje zostali wysłani w kajdanach do Cap-Haïtien. Sześć godzin po ich przybyciu zwołano komisję wojskową, złożoną wyłącznie z czarnoskórych i mulatów, pod przewodnictwem Clervaux, która miała ich osądzić . Sanité Belair została oskarżona jako jedna z dowódców o zamordowanie młodego białego mężczyzny podejrzanego o szpiegostwo. Sędziowie nie wahali się złagodzić nieufności wrogów, publicznie składając ofiarę z jednych spośród swoich ludzi: Sanité i Charles Belair zostali jednogłośnie skazani na karę śmierci. Komisja wojskowa skazała Charlesa Belaira na rozstrzelanie ze względu na jego rangę, a Sanité Belair, jako kobietę, skazała na ścięcie.
W dniu egzekucji, 5. października 1802 roku, Sanité Belair, chcąc zginąć jako żołnierz, zażądała by ją również rozstrzelano. « Kat, mimo wszelkich starań, nie zdołał zmusić jej do pochylenia się nad blokiem. Dowodzący oddziałem oficer został zmuszony do jej zastrzelenia ».
Sanité Belair, obok Catherine Flon, Cécile Fatiman i Dédée Bazile, uważana jest za jedną z czterech najważniejszych bohaterek walki o niepodległości Haiti 1804 roku.

## Upamiętnienie
Sanité Belair jest główną bohaterką sztuki Opéra poussière Jeana D'Amérique'a . Sztuka zdobyła nagrodę  Prix RFI Théâtre 2021 .

## Inne
Portret Sanité Belair został nadrukowany na banknotach 10 gourde, wydanych w 2004 roku upamiętniających uzyskanie niepodległości. Belair jest jedyną kobietą w tej pamiątkowej serii i zaledwie drugą kobietą, którą przedstawiono na haitańskim banknocie (po Catherine Flon ).

## Powiązane artykuły
- Rewolucja haitańska